# Leucocelis pauliani
Leucocelis pauliani är en skalbaggsart som beskrevs av Ruter 1978. Leucocelis pauliani ingår i släktet Leucocelis och familjen Cetoniidae. Inga underarter finns listade i Catalogue of Life.